# Villa Caro
Villa Caro è un comune della Colombia facente parte del dipartimento di Norte de Santander.
L'abitato venne fondato da Gregorio Silva e Juan Moncada nel 1869.